# ستيف لامب
ستيف لامب (بالإنجليزية: Steve Lamb)‏ هو لاعب كرة قدم بريطاني في مركز الوسط، ولد في 2 أكتوبر 1955 في لي أون سي ‏ في المملكة المتحدة. لعب مع نادي ساوثيند يونايتد.